# Милко Пенев
Милко Асенов Пенев е български лекар, университетски преподавател, общественик и политик от „Продължаваме промяната“. Народен представител в XLVII народно събрание.

## Биография
Милко Пенев е роден на 8 февруари 1998 г. в град Бургас, България. Израства в семейството на лекар кардиолог и учителка по английски език в частната английска гимназия в Бургас. Завършва ГПАЕ „Гео Милев“ в родния си град. Записва специалност „Медицина“ в Медицински университет – София. Дипломира се като лекар на 20 февруари 2024 г. Същата година в партньорство с Българския лекарски съюз организира мащабно проучване за наглсите сред младите лекари да останат да практикуват медицина в България.
На парламентарните избори през ноември 2021 г. като кандидат за народен представител е 4-ти в листата на „Продължаваме промяната“ за 2-ри МИР – Бургас, откъдето е избран. През март 20204[ неясно? ] е избран за младежки делегат на европейския съюз към G7, с ресор „иновации и дигитална трансформация“.